# Nypa fruticans
Nypa fruticans, comummente conhecida como palmeira nipa, ou apenas nipa, ou ainda palmeira de mangue, é uma espécie de  palma nativa das costas e habitats estuarinos do Oceano Índico e Oceano Pacífico s. É a única palmeira adaptada ao manguezal bioma. Esta espécie é o único membro do gênero Nypa e da a subfamília Nypoideae, formando táxis monotípicos.

## Descrição

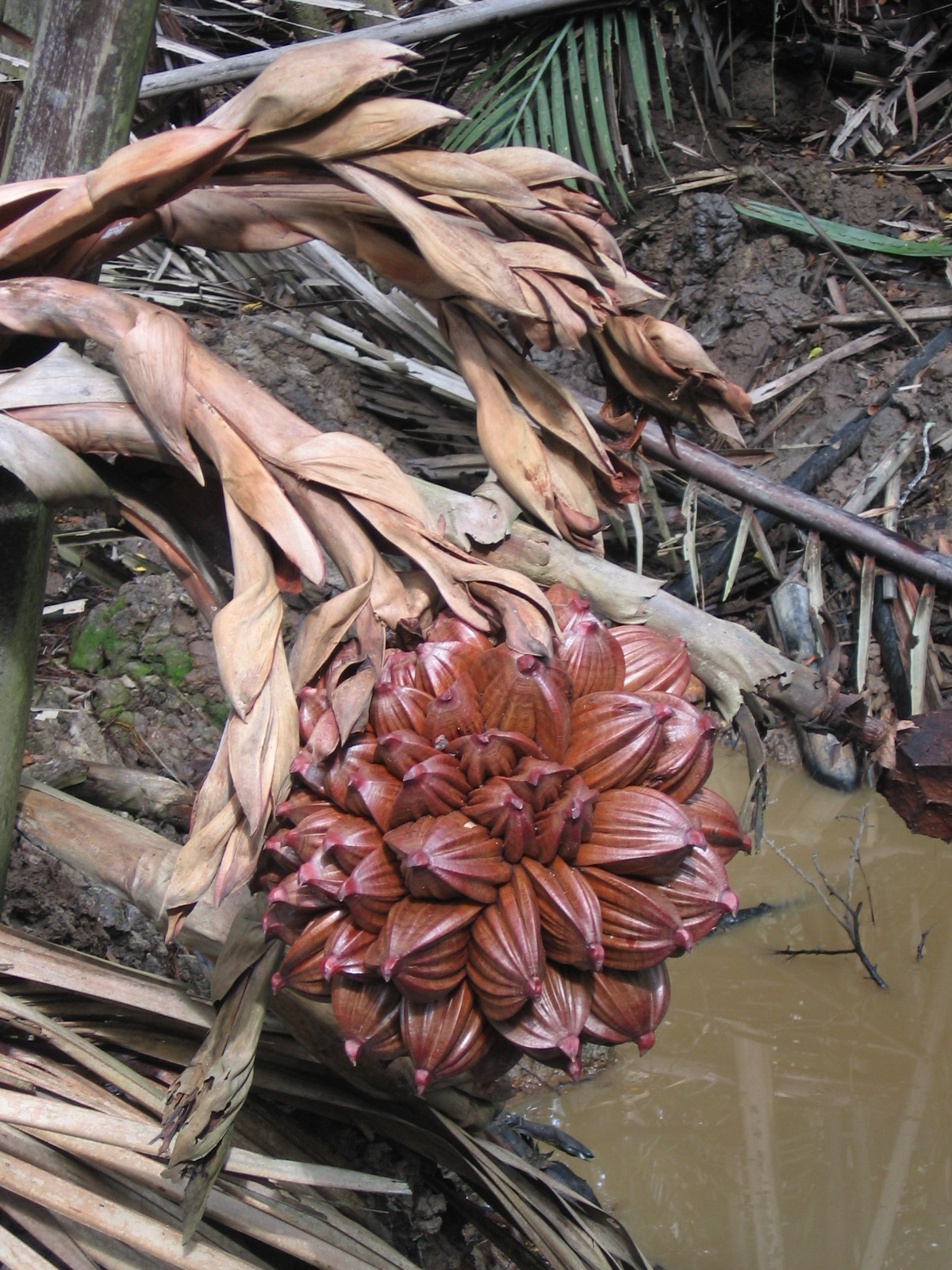
Um conjunto de flores globulares em uma palmeira nipa

O tronco da palmeira nipa cresce sob o solo e apenas as folhas  folhas e flor crescem para cima acima da superfície. Assim, é uma palmeira incomum, e as folhas podem prolongar-se até 9 m (30 pés) de altura. As flores são uma inflorescência globular feminina na ponta com catkin - como flores masculinas vermelhas ou amarelas nos galhos inferiores. A flor produz porcas arborizadas dispostas em um agrupamento globular de até 25 cm (10 dentro) em uma única haste. As nozes maduras se separam da bola e flutuam na maré, ocasionalmente germinando enquanto ainda carregam água.

## Distribuição
As palmeiras de Nipa crescem em macias lamas e as águas de maré e rio lento que trazem nutrientes. A palma da mão pode ser encontrada tão distante do interior quanto a maré pode depositar as nozes flutuantes. É comum nas costas e rios que fluem para os Oceanos Índico e Pacífico, de Bangladesh para Ilhas do Pacífico. A planta sobreviverá à secagem ocasional de curto prazo de seu ambiente. É considerado nativo de China (região de Hainan), Ryukyu Islands, Bangladesh, Índia, Sri Lanka, Ilhas Andaman e Nicobar, Cambodja, Tailândia, Vietnã, Borneo, Java,  Maluku,  Malaya, o Filipinas, Sulawesi, Sumatra, Bismarck Archipelago, Nova Guiné, Ilhas Salomão, Ilhas Carolinas, Ilhas Salomão Queensland, e o australiano Território do Norte. É supostamente naturalizado em Nigéria, Ilhas da Sociedade de Polinésia, Ilhas Marianas, Panamá e Trinidad.
Ilha Iriomote e sua vizinha Ilha Uchibanari, no Japão, são o limite mais ao norte da distribuição.

## Usos

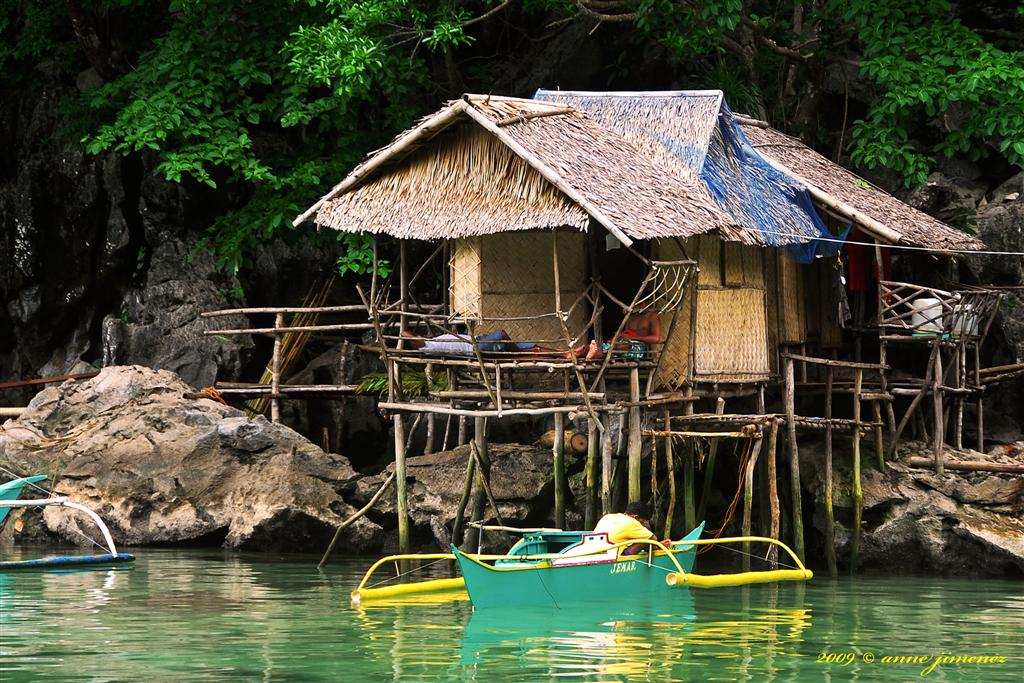
As folhas de palmeira de Nipa usadas como palhaço em uma casa de palafita Tagbanwa (kamalig) nas Filipinas

As folhas longas e plumosas da palmeira de nipa são utilizadas pelas populações locais como material telhado para casas de palha e casas de armadilha. As folhas também são usadas em muitos tipos de cesta e palha. As hastes grandes são usadas para treinar os nadadores na Birmânia, pois tem flutuabilidade.
Nas ilhas de  Roti e Savu, a seiva de palmeira nipa é alimentada com  pigs durante a estação seca. Isto é dito para transmitir um sabor doce à carne. As folhas jovens são usadas para envolver tabaco para fumar.

### Alimentos e bebidas
Nas Filipinas e Malásia, o agrupamento de flores (inflorescência pode ser aproveitado antes de florescer para produzir uma erva doce comectiva coletada para produzir uma bebida alcoólica local chamado  tuba ,  bahal , ou  tuak .  Tuba  pode ser armazenado em  tapayan  (vasos de balão) por várias semanas para fazer uma espécie de vinagre conhecido como   sukang paombong  nas Filipinas e  cuka nipah  na Malásia.  Tuba  também pode ser destilado para fazer  arrack , conhecido localmente como ' lambanog' em  Filipino e   arak  ou  arak nipah  em indonésio indonésio.Os brotos jovens também são comestíveis e as pétalas de flores podem ser infundidas para fazer um tisane aromático. Attap Chee (chinês simplificado: 亞答子, pinyin: yà dá zǐ) (xi que significa "semente" em vários dialetos chineses) é um nome para as bolas gelatinosas da fruta imatura, translúcidas, usadas como ingrediente de sobremesas na Tailândia, Malásia, Filipinas e Singapura.
Na Indonésia, especialmente em Java e Bali, a seiva também pode ser usada para fazer uma variante de Jaggery chamada  gula nipah . Também em Sarawak, onde é chamado de gula apong.

## Fossil récorde
Embora apenas uma espécie de Nypa agora exista,  N. Fruticans , com uma distribuição natural que se estende do norte da Austrália, através do Arquipélago da Indonésia, Filipinas até a China, o gênero Nypa teve uma distribuição quase global no Eoceno (há entre 56 e 33,4 milhões de anos).
Pólen fóssil de palmeira de mangue da Índia foi datado de 70 milhões de anos.
As frutas fossilizadas e as sementes de Nypa foram descritas nos sedimentos Maastrichtian e Danian da Formação Dakhla de Bir Abu Minqar, Deserto do Sudoeste do Egito.
As nozes fossilizadas de  Nypa  que datam do Eoceno ocorrem nos arrabalhos de Branksome, Dorset e em London Clay na Isle of Sheppey, Kent, Inglaterra.
Uma espécie fóssil de Nypa ,  N. australis ', foi descrita a partir de sedimentos de Eoceno precoce em Macquarie Harbour na costa ocidental de Tasmânia.
Os fósseis de "Nypa" também foram recuperados de todo o Novo Mundo, no Norte e no Sul  America, que datam pelo menos do Maastrichtian período do Cretáceo, através do Eoceno fazendo sua última aparição no registro fóssil da América do Norte e do Sul no Eoceno tardio.
Supondo que o habitat das  Nypa extintas é semelhante ao da atual espécie N. Fruticans, a presença de fósseis Nypa pode indicar regimes de chuvas monoônicas ou pelo menos sazonais e provavelmente indicativos de climas tropicais. A distribuição mundial de Nypa no Eoceno , especialmente em depósitos de latitudes polares, é uma prova de que o Eoceno era um tempo de calor global, antes da formação de calotas polares modernas no final do Eoceno.